# Argentinisch-pakistanische Beziehungen
Die argentinisch-pakistanischen Beziehungen beschreiben die bilateralen Beziehungen zwischen Pakistan und Argentinien. Pakistan ist mit einer Botschaft in Buenos Aires vertreten. Argentinien hat seinerseits eine Botschaft in Islamabad.

## Geschichte
Die diplomatischen Beziehungen zwischen Pakistan und Argentinien wurden im Oktober 1951 begründet. Es wurden seitdem viele Vereinbarungen unterzeichnet und Staatsbesuche zwischen beiden Ländern abgehalten. Die Beziehung beider Länder ist freundschaftlicher Natur. Die Vereinbarungen sollen die Wirtschaft und Politik von Pakistan und Argentinien verbessern. Eine Vereinbarung zur Stärkung des Handels und Kooperation wurde 2002 unterzeichnet. Die Vereinbarung hatte das Ziel, der Beziehung einen neuen Status bei der Welthandelsorganisation zu verschaffen. Die argentinische Regierung hob den Stellenwert der bilateralen Beziehungen hervor und lud die pakistanische Botschafter, Naela Chohan, anlässlich einer Feier zum 60-Jährigen Bestehen der diplomatischen Beziehungen ein.

## Plaza de Pakistan
Der Plaza de Pakistan ist ein Denkmal in Buenos Aires, das zu Ehren der diplomatischen Beziehungen aufgestellt wurde. Das Denkmal liegt im Parque Tres de Febrero in Palermo. Das Denkmal wurde 2012 durch die pakistanische Botschafterin, Naela Chohan, und dem argentinischen Minister, Diego Santilli, eingeweiht. Die Einweihung wurde zwischen die Unabhängigkeitstage von Pakistan und Argentinien gelegt.

## Diplomatie
Argentinien hat eine UN-Resolution über Pakistan unterstützt, die die Selbstverwirklichung Pakistans betrifft.
Pakistan hat eine UN-Resolution unterstützt, die Kolonialismus  verurteilt, das besonders für die Falklandinseln relevant ist. Beide Länder unterstützen die Reformen in der UN und eine Ausweitung des UN-Sicherheitsrates in Bezug auf die Mitgliedsstaaten.

## Kooperation
Beide Länder verfügen über eine Reihe von Handelsgesellschaften. 
Die Joint Economic Committee und Pak-Argentina Business Council sollen den Handel beider Länder weiter ausbauen. Beide Länder setzen sich dafür ein, die Kooperation auch in bisher unbekannten Bereichen weiter aufzubauen und Handelsdelegationen in die jeweiligen Länder zu schicken. Argentinische Unternehmen haben auch ihren Wunsch geäußert, in Pakistan zu investieren.

## Staatsbesuche
Im Rahmen seiner Auslandsreise 2004 nach Lateinamerika besuchte Pervez Musharraf Argentinien. Der Zweck des Staatsbesuchs war die Verbesserung der Wirtschaft Pakistans und Argentiniens.